# Binicomprat
Binicomprat és una possessió situada al municipi d'Algaida, a Mallorca, al llevant de la població, al camí que uneix Algaida amb Castellitx. Les seves terres confronten per tramuntana amb els establits de Darrere ses Vinyes i l'autovia de Palma a Manacor; a llevant, amb els establits de Son Cortana i na Rafalona, i a migjorn i ponent, amb les garrigues de Son Divertit i Son Alegre. L'extensió de l'actual Binicomprat és d'unes 180 quarterades, la meitat, aproximadament, de conradís i l'altra meitat, de garriga i pinar. El topònim Binicomprat és un compost híbrid de l'àrab beni, que significa "fills", i del mossàrab comprat. En el Llibre del Repartiment de Mallorca, l'alqueria Benicomprat, de vint jovades d'extensió, fou dels cavallers hospitalaris.
Actualment la possessió es dedica a l'agroturisme. S'han transformat el que eren sestadors i les solls en set apartaments individuals, i també dues habitacions situades dins les cases, de les quals s'ha restaurat l'interior.

## Construccions
L'escut nobiliari dels Fiol (propietaris fins al segle xix), que hi ha gravat damunt el portal forà de Binicomprat, es repeteix a l'antiga posada de la possessió a la població d'Algaida. La data d'edificació d'aquesta antiga posada figurava escrita a la façana principal, és d'un poc després de l'any 1600. Les cases de la possessió segurament són del segle xvi, tret del portal forà que, segons sembla, fou reformat al segle xvii, i estan situades damunt un turonet des d'on es domina una amplíssima panoràmica. Formen un gran casal, on la planta baixa estava habilitada antigament com a casa dels amos i la superior per als senyors. Hom ha de destacar, a la part baixa dreta, la capella amb el seu altar i el gran arc central entre aiguavessos. Vora aquest arc hi havia la cuina pagesa de grans dimensions amb els fogons, el pinte i les llargues taules per menjar. A la part posterior de les cases hi havia un molí de sang, amb volta de canó. A les cases encara usen les moles d'aquest molí com a objecte ornamental.
Altres dependències interessants, però ja allunyades de les cases, eren els sestadors i la vaqueria, prop de l'era de batre, i encara més avall, dins el comellar, hi ha un pou antiquíssim que servia per abeurar el bestiar.

## Restes arqueològiques
A les terres de Binicomprat es conserva una cova prehistòrica dins un garrigó, vora el camí que des de les cases va en direcció al Pont de Cabrera. També hi ha una tomba excavada dins la roca.
Dins les garrigues de Binicomprat, prop del puig de la roca de la Verge Maria, hi ha el cementeri dels empestats, on s'enterraren una seixantena de persones el 1652, morts a causa de la darrera gran pesta de la Mediterrània. En recordança d'aquest fet, l'any 1711 es construí una creu de pedra, de planta triangular que avui resta mig abandonada i enrevoltada d'espessa garriga.